# Evian Masters
Evian Masters jest kobiecym zawodowym turniejem golfowym rozgrywanym corocznie w lipcu w Évian-les-Bains we Francji.
Zainaugurowany w 1994 jest rozpoznawany przez Ladies European Tour jako turniej wielkoszlemowy. LPGA nie podziela tego zdania, jednak od 2000 zawody te są częścią kalendarza LPGA Tour. Evian Masters tradycyjnie rozgrywany jest tydzień przed Women's British Open (turniejem wielkoszlemowym uznawanym przez oba toury), co ułatwia uczestniczenie w nim golfistkom na co dzień grającym w Stanach Zjednoczonych.
Do 2007 roku w turnieju brało udział 78 graczy – liczba równa mniej więcej połowie obsady typowego turnieju LPGA Tour, a gra toczyła się przez cztery dni bez cuta. Wraz z sezonem 2007 listę uczestników rozszerzono do 90 zawodniczek i dodanu cut po drugiej rundzie.

## Zwyciężczynie
| Data            | Mistrzyni        | Wynik                 | Przewaga    | 2. miejsce                                    |
| --------------- | ---------------- | --------------------- | ----------- | --------------------------------------------- |
| 25 lipca 2010   | Jiyai Shin       | -14 (70-69-68-67=274) | 1 uderzenie | Choi Na-yeon, Alexis Thompson, Morgan Pressel |
| 26 lipca 2009   | Ai Miyazato      | -14 (69-66-70-69=274) | dogrywka    | Sophie Gustafson                              |
| 27 lipca 2008   | Helen Alfredsson | -15 (72-63-71-67=273) | dogrywka    | Choi Na-yeon, Angela Park                     |
| 29 lipca 2007   | Natalie Gulbis   | -4 (72-69-73-70=284)  | dogrywka    | Jang Jeong                                    |
| 29 lipca 2006   | Karrie Webb      | -16 (67-68-69-68=272) | 1 uderzenie | Laura Davies, Michelle Wie                    |
| 23 lipca 2005   | Paula Creamer    | -15 (68-68-66-71=273) | 8 uderzeń   | Michelle Wie, Lorena Ochoa                    |
| 24 lipca 2004   | Wendy Doolan     | -18 (68-68-69-65=270) | 1 uderzenie | Annika Sörenstam                              |
| 26 lipca 2003   | Juli Inkster     | -21 (66-72-64-65=267) | 6 uderzeń   | Han Hee-won                                   |
| 15 czerwca 2002 | Annika Sörenstam | -19 (68-67-65-69=269) | 4 uderzenia | Maria Hjorth, Kim Mi-hyun                     |
| 16 czerwca 2001 | Rachel Teske     | -15 (71-68-66-68=273) | 1 uderzenie | Maria Hjorth                                  |
| 17 czerwca 2000 | Annika Sörenstam | -12 (70-68-70-68=276) | dogrywka    | Karrie Webb                                   |
| 12 czerwca 1999 | Catrin Nilsmark  | -9 (69-70-72-68=279)  | 2 uderzenia | Laura Davies                                  |
| 6 czerwca 1998  | Helen Alfredsson | -11 (70-69-73-65=277) | 4 uderzenia | Maria Hjorth                                  |
| 21 czerwca 1997 | Hiromi Kobayashi | -14 (69-67-69-69=274) | dogrywka    | Alison Nicholas                               |
| 22 czerwca 1996 | Laura Davies     | -14 (72-69-65-68=274) | 4 uderzenia | Carin Koch                                    |
| 10 czerwca 1995 | Laura Davies     | -17 (68-67-69-67=271) | 5 uderzeń   | Annika Sörenstam                              |
| 12 czerwca 1994 | Helen Alfredsson | -1 (287)              | b/d         | b/d                                           |

1. ↑  Miyazato pokonała Gustafson robiąc birdie na pierwszym dołku dogrywki[1].
2. ↑  Alfredsson pokonała Choi robiąc birdie na trzecim dołku dogrywki, Park odpadła po pierwszym dołku[2].
3. ↑  Gulbis pokonała Jang robiąc birdie na pierwszym dołku dogrywki[3].
4. ↑  Sörenstam pokonała Webb robiąc eagle'a na pierwszym dołku dogrywki[4].
5. ↑  Kobayashi pokonała Nicholas robiąc eagle'a na pierwszym dołku dogrywki[5].

## Historia
| Data               | Miejsce zawodów             | Pula nagród | Nagroda za 1. miejsce |
| ------------------ | --------------------------- | ----------- | --------------------- |
| 22-25 lipca 2010   | Evian Masters Golf Club     | $3.250.000  | $487.500              |
| 23-26 lipca 2009   | Evian Masters Golf Club     | $3.250.000  | $487.500              |
| 24-27 lipca 2008   | Evian Masters Golf Club     | $3.250.000  | $487.500              |
| 26-29 lipca 2007   | Evian Masters Golf Club     | $3.000.000  | $450.000              |
| 26-29 lipca 2006   | Evian Masters Golf Club     | $3.000.000  | $450.000              |
| 20-23 lipca 2005   | Evian Masters Golf Club     | $2.500.000  | $375.000              |
| 21-24 lipca 2004   | Evian Masters Golf Club     | $3.250.000  | $487.500              |
| 23-26 lipca 2003   | Domaine du Royal Club Evian | $2.100.000  | $315.000              |
| 12-15 czerwca 2002 | Evian Masters Golf Club     | $2.100.000  | $315.000              |
| 13-16 czerwca 2001 | Evian Masters Golf Club     | $2.100.000  | $315.000              |
| 14-17 czerwca 2000 | Evian Masters Golf Club     | $1.8000.000 | $270.000              |
| 9-12 czerwca 1999  | Evian Masters Golf Club     | FF6.700.000 | FF1.005.000           |
| 3-6 czerwca 1998   | Evian Masters Golf Club     | £500.000    | £75.000               |
| 18-21 czerwca 1997 | Evian Masters Golf Club     | £425.000    | £63.750               |
| 19-22 czerwca 1996 | Evian Masters Golf Club     | FF3.000.000 | FF450.000             |
| 7-10 czerwca 1995  | Evian Masters Golf Club     | b/d         | b/d                   |
| 9-12 czerwca 1994  | Evian Masters Golf Club     | b/d         | £232.500              |